# Americamysis almyra
Americamysis almyra är en kräftdjursart som först beskrevs av Bowman 1964.  Americamysis almyra ingår i släktet Americamysis och familjen Mysidae. Inga underarter finns listade i Catalogue of Life.